# Balearsko more
Balearsko more (špa. Mar Balear) je more koje se nalazi u blizini Balearskog otočja odnosno uz istočnu obalu Španjolske. Dio je Sredozemnog mora i čini dio njegovog zapadnog bazena. Od većih rijeka u njega se ulijeva samo rijeka Ebro.
Osim Baleara, koji omeđuju more sa jugoistoka, jedini otoci u moru su otočje Columbretes.

## Granice mora
Međunarodna hidrografska organizacija je definirala granice ovog mora na sljedeći način:
Balearsko more se nalazi između Balearskih otoka i španjolske obale, a ograničeno je na jugozapadu linijom koja ide od rta "San Antonio" u Španjolskoj do rta na Balearskim otocima. Na jugoistoku se ta granica prostire od južne obale otoka Formentera, preko Punta Rotja na njenom krajnjem istočnom dijelu do južnog dijela otoka Menorca dok se granica na sjeveroistoku kreće od istočne obale otoka Menorca do Cabo San Sebastiana na španjolskoj obali.